# Карьер Мессель
Карьер Мессель (нем. Grube Messel) — место обнаружения ценных окаменелостей эпохи эоцен (56—34 млн лет назад), расположенное недалеко от коммуны Мессель, примерно в 35 км к юго-востоку от Франкфурта-на-Майне, Германия. Найденные в сланцевых слоях остатки ранних млекопитающих и других живых организмов имеют хорошую сохранность при их большом количестве и представляют особую научную ценность. Благодаря этому 9 декабря 1995 года карьер Мессель вошёл в список объектов Всемирного наследия. Здесь до сих пор ведутся палеонтологические раскопки, что привлекает сюда многих туристов.

## История
С 1859 года местность используется в качестве карьера для добычи бурого угля, а позже и горючих сланцев. Известность в палеонтологическом плане она приобрела примерно к 1900 году. Однако полномасштабные научные раскопки здесь начали проводиться в 1970-х годах, после того как промышленная разработка перестала быть рентабельной. Позже на месте карьера планировалось соорудить свалку, но эти планы не были реализованы. В 1991 году власти Гессена выкупают землю с целью сохранения для научных целей. В 1995 году карьер Мессель причисляется ко Всемирному наследию. В 1996 году были предприняты законодательные меры по возвращению ископаемых остатков, найденных здесь ранее и хранящихся по частным коллекциям, в государственную собственность.

## Геологические особенности
Поверхность карьера, занимающего площадь порядка 0,7 км², находится на 60 метров ниже уровня прилегающих участков. Первоначальная глубина залегания сланцевых пород достигала 190 метров.

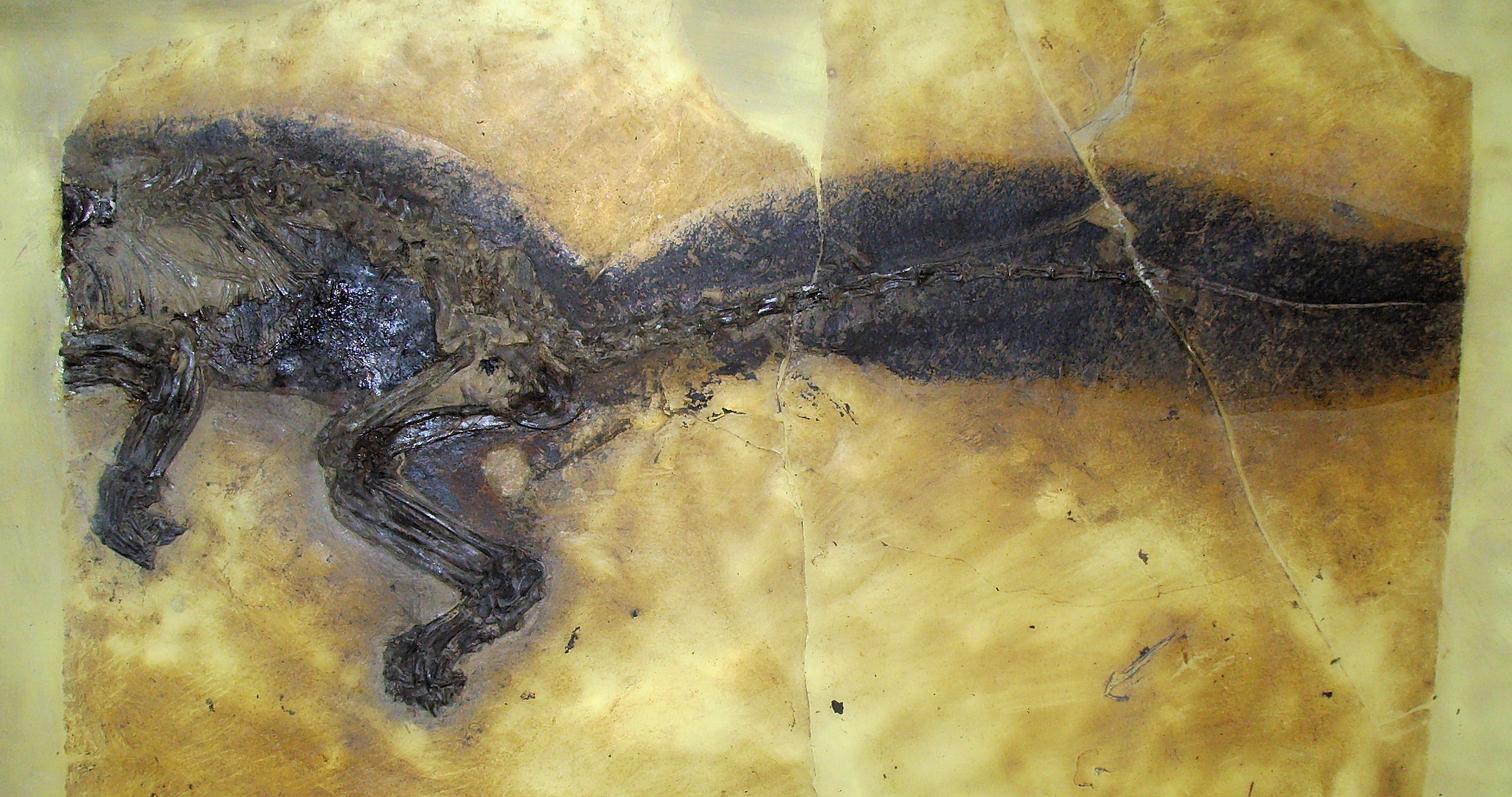
Остатки млекопитающего Kopidodon

47 миллионов лет назад в эпоху эоцена, когда были сформированы мессельские отложения, эта область находилась в 10° южнее нынешнего положения (см. Теория дрейфа материков). Климатические условия были субтропическими, на месте карьера имелось озеро, окружённое джунглями с многообразными формами жизни. Со временем вымершая растительность вместе с грязью на дне озера образовали осадочные породы в виде сланцев, которые практически не содержали кислорода. Это способствовало отличному сохранению биологического материала, попавшего на дно древнего водоёма, вплоть до таких деталей, как мех, перья, отпечатки кожи или содержимое желудка.

## Ископаемые остатки
Всего в карьере Мессель было найдено более 10 000 окаменелых рыб разных видов, тысячи водных и наземных насекомых, множество птиц, земноводных и рептилий, мелкие млекопитающие, включая грызунов, приматов, парнокопытных, окаменелости растений, в том числе листьев, плодов и т. д.

### Насекомые

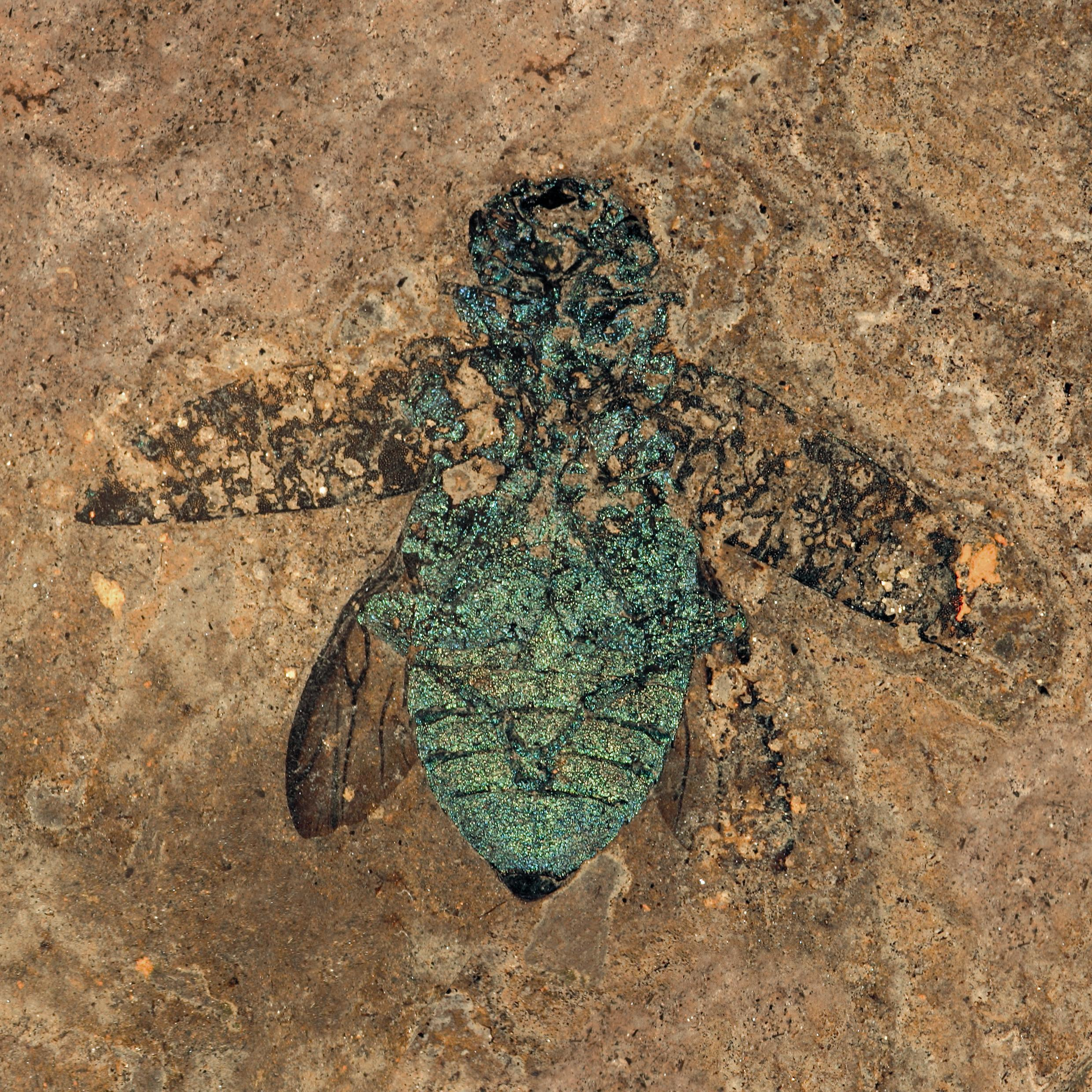
Остатки жука, сохранившие окраску на хитине

Formiciinae, крупные муравьи
златки
рогачи
стафилиниды

### Рыбы

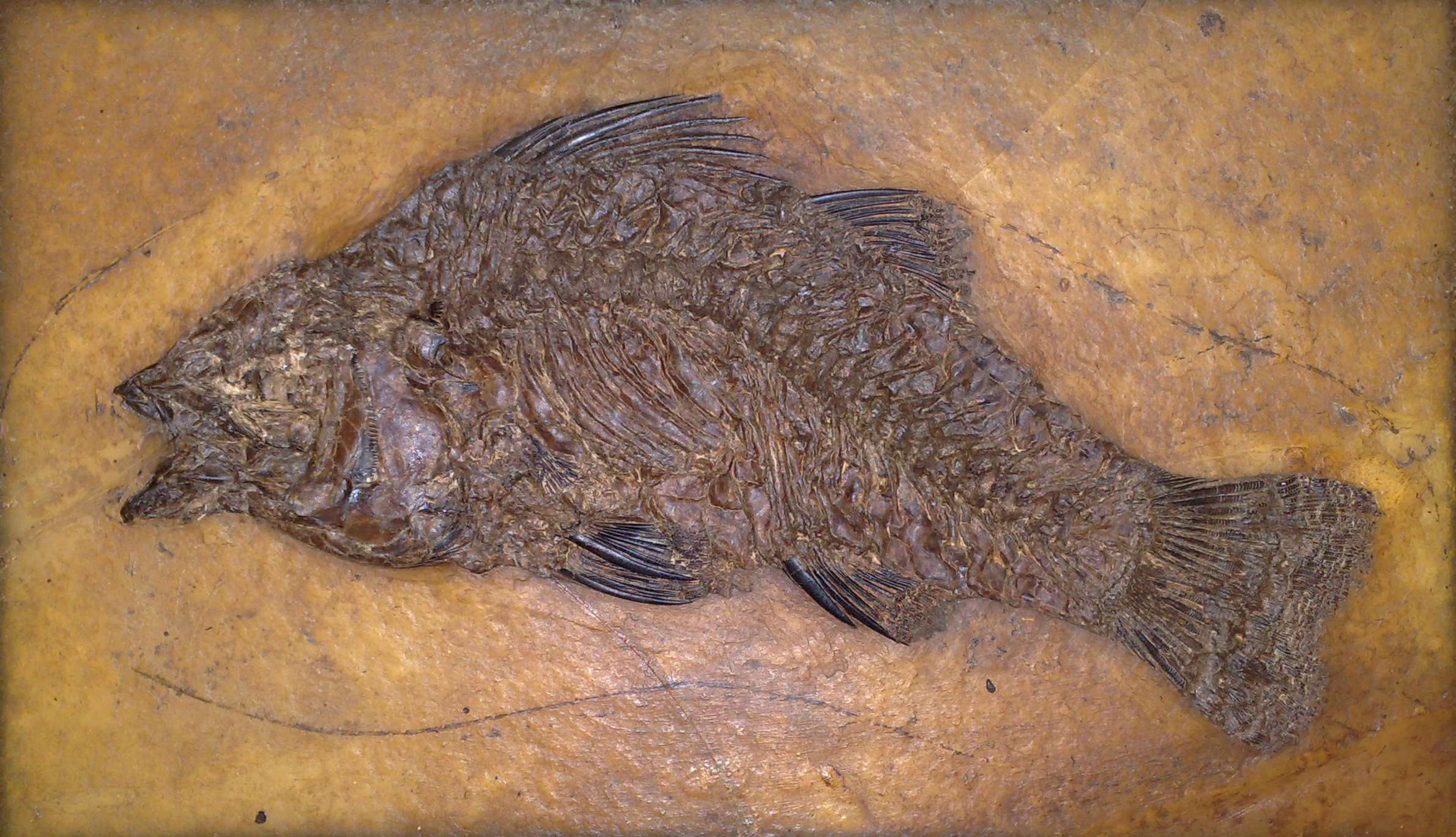
Paleoperca proxima

ильная рыба
речной окунь
панцирникообразные
угреобразные

### Рептилии

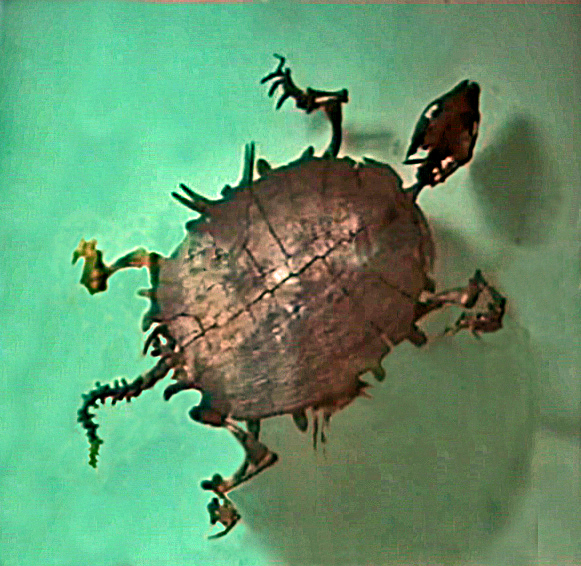
Palaeoamyda messeliana

Asiatosuchus, крупный крокодил
Diplocynodon, аллигатор
Hassiacosuchus, крокодил
Palaeopython, змея
Palaeoamyda messeliana, черепаха

### Птицы
Palaeotis, предок страуса
Strigogyps sapea, птица из отряда Кариамообразные
Messelornis, родствен солнечной цапле
Masillastega, пресноводная олуша
Messelasturidae, загадочная хищная птица, выглядевшая как помесь совы и ястреба
Palaeoglaux, предок совы
Paraprefica, ранний козодой
Masillaraptor, ранний сокол
Parargornis, вероятно предок колибри
Messelirrisor, схож с удодом, но более мелкий
Salmila robusta, птица из отряда Кариамообразные
Selmes (анаграмма от «Messel»), мышанка с более короткими конечностями
Gastornis, крупная нелетающая хищная птица

### Млекопитающие

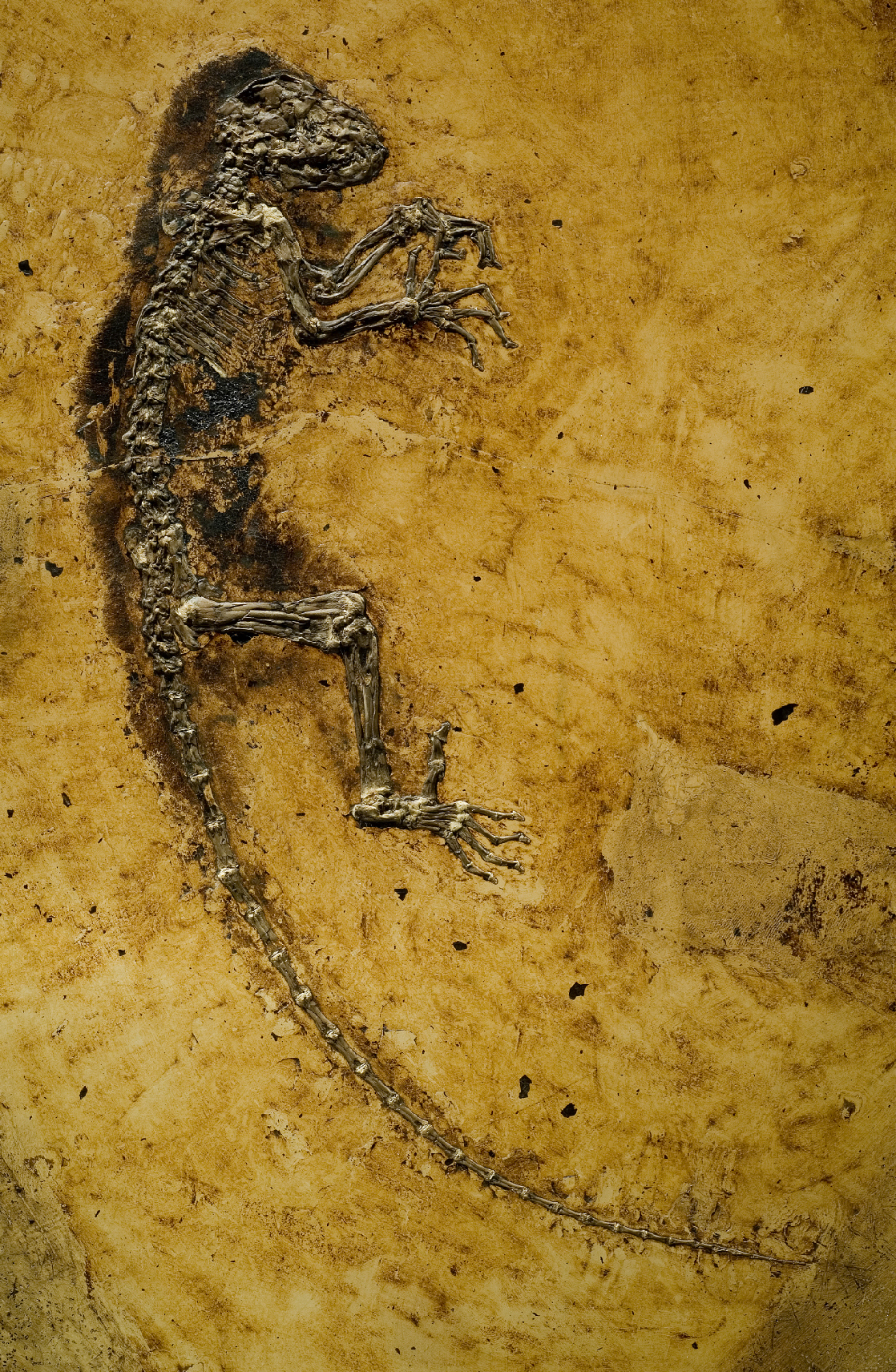
Darwinius masillae

Darwinius masillae, первоначально принятый за одно из звеньев в эволюции человека, но позже отнесённый к мокроносым приматам
Kopidodon, вымершее древесное млекопитающее
Leptictidium, всеядное прыгучее млекопитающее
Propalaeotherium, предок лошади
Ailuravus, грызун
Peradectes, сумчатое
Palaeochiropteryx, летучая мышь
Lesmesodon, малый креодонт
Macrocranion (2 вида), ежеобразные
Eomanis, ранний панголин
Eurotamandua, бесчешуйчатый панголин
Europolemur, примат
Paroodectes, примитивное плотоядное млекопитающее
Pholidocercus, ранний ёж
Masillamys, грызун
Messelobunodon, раннее парнокопытное
Godinotia, предположительно полуобезьяна

## Доступ

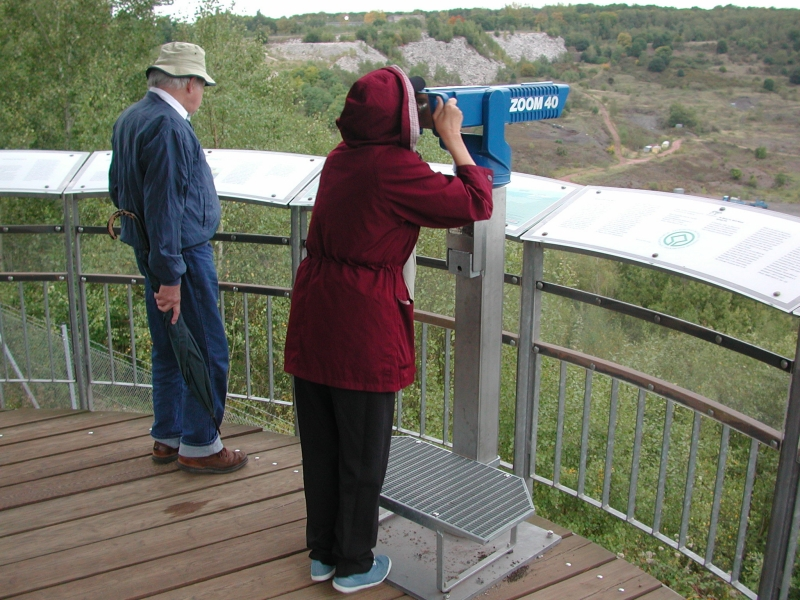
Смотровая площадка

Находки окаменелых животных и растений с карьера Мессель экспонируются в местном музее Месселя, гессенском музее в Дармштадте (в 5 км от Месселя), а также в Зенкенбергском музее во Франкфурте (около 30 км от Месселя). Недалеко от карьера для посетителей открыт прогулочный парк, где имеется смотровая площадка. На сам карьер доступ разрешен только в составе специально организованных групп.